# NikkieTutorials
Nikkie de Jager (Wageningen, 2 de marzo de 1994), más conocida por el nombre de su canal de YouTube NikkieTutorials, es una maquilladora y vlogger trans de belleza holandesa. Ganó popularidad en línea en 2015 después de que su vídeo de YouTube, "The Power of Makeup", se volviera viral e inspiró muchos otros vídeos de personas mostrando sus caras con y sin maquillaje. A partir de mayo de 2024, su canal de YouTube tiene 14,5 millones de suscriptores y más de 2 mil millones de reproducciones de vídeos.

## Carrera

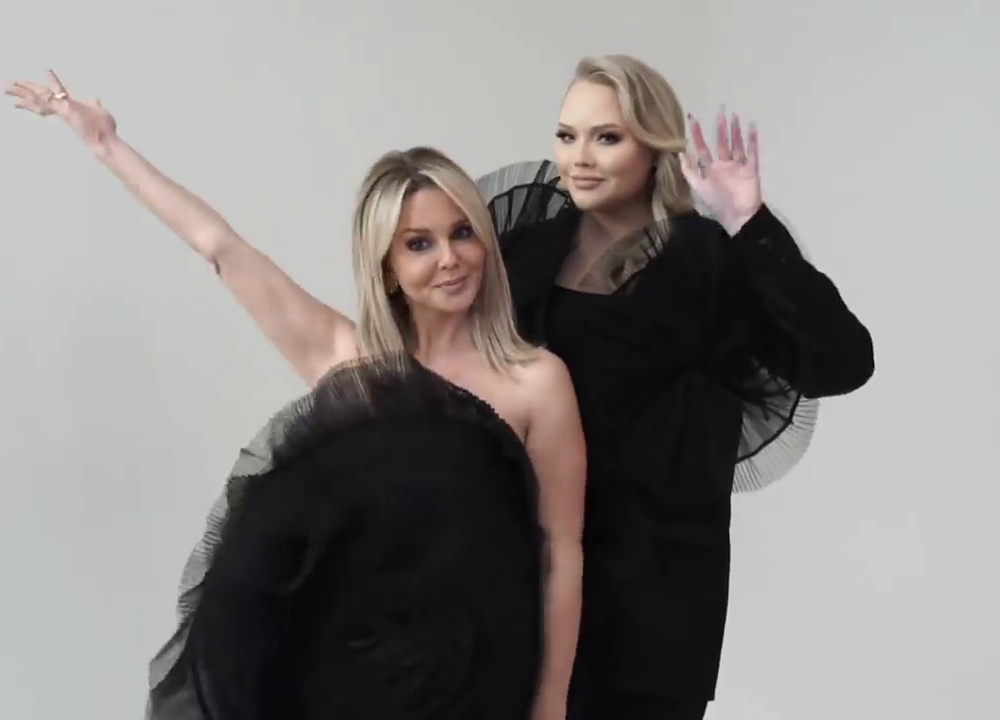
Chantal Janzen y Nikkie de Jager en abril de 2020.

Nikkie comenzó a subir videos a Youtube en 2008 a la edad de 14 años, después de ver The Hills de MTV mientras estaba enferma e inspirada por el maquillaje de Lauren Conrad. Luego comenzó a buscar en YouTube tutoriales para recrear el aspecto y se inspiró para comenzar a crear el suyo. Después de subir videos durante aproximadamente dos años, se inscribió en cursos de maquillaje en B Academy en Ámsterdam. Luego firmó con la Agencia Colourfool en 2011 y comenzó a trabajar como maquilladora profesional.
En otoño de 2013, se convirtió en la maquilladora principal del show de RTL5 I Can Make You a Supermodel with Paul Fisher.
De Jager dejó la Agencia Colourfool a principios de 2014 para trabajar como artista independiente de cabello y maquillaje.
La revista Forbes nombró a De Jager como una de las diez mejores "influencers" de belleza en 2017. En 2017, también ganó el premio a "YouTube Guru" en los Shorty Awards y el premio a "Choice Fashion / Beauty Web Star" en los Teen Choice Awards.
En 2017, de Jager subió un video que revisa una base de alta cobertura producida por una marca de cosméticos con sede en Praga llamada Dermacol y habló sobre la compañía que usa su imagen, específicamente una captura de pantalla de su video "The Power of Makeup", para vender sus productos en redes sociales sin su permiso. Su revisión de su fundación fue en su mayoría favorable, pero expresó su decepción por las acciones de la compañía, sintiendo que habían mentido a sus seguidores ya que no llevaba ninguno de los productos de Dermacol en la foto de ella que habían usado para promocionar su compañía.
En enero de 2019, se anunció que De Jager se desempeñaría como Asesora Global de Belleza para Marc Jacobs Beauty. La marca declaró en un comunicado de prensa "En este rol recién creado, Nikkie se integrará en el proceso de desarrollo de productos de la marca, así como también compartirá su increíble talento y experiencia para expandir contenido y arte únicos en todo el mundo, tanto en la belleza de Marc Jacobs como en su belleza. canales propios ".

### Colaboraciones
De Jager ha colaborado con las marcas de belleza Ofra y Maybelline. Su línea con Ofra en 2017 incluyó labiales líquidos y una paleta de iluminadores.

## Televisión
De Jager compitió en la primera temporada de The Big Escape, donde terminó en sexto lugar.
En enero de 2019, de Jager compitió en la serie de televisión holandesa Wie is de Mol ?, donde terminó en el noveno lugar de cada diez. Fue eliminada deliberadamente del juego para poder irse a casa debido a razones personales.
En mayo de 2020 iba a presentar el Festival de la Canción de Eurovisión en la ciudad neerlandesa de Róterdam junto a Chantal Janzen, Edsilia Rombley y Jan Smit. Dicho festival fue cancelado debido a la pandemia por coronavirus. 
Nuevamente fue elegida para presentar el festival junto a los mismos presentadores para el año siguiente.

## Vida personal
De Jager tiene dos hermanos. Su hermano menor, Mikai, murió de cáncer el 25 de mayo de 2018.
En algunos de sus videos, de Jager ha discutido abiertamente su experiencia con los procedimientos cosméticos, hablando positivamente sobre el aumento de labios y el trabajo dental. El 6 de agosto de 2019, De Jager se comprometió con su novio de casi un año mientras viajaba en Italia. Finalmente, se casaron en septiembre de 2022.
El 13 de enero del 2020 salió del closet como mujer trans mediante un video en su canal de YouTube titulado I'm Coming Out. 

«Cuando era más joven nací en el cuerpo equivocado, lo que significa que a día de hoy soy una chica transgénero. Es surrealista para mí tener que decir esto. Me da miedo grabar este vídeo, pero también me libera. Quería compartir esto con todos ustedes desde hace tiempo, pero nunca encontré el momento (...) Soy Nikkie Tutorials, y soy Nikkie, esta soy yo. No necesitamos etiquetas, pero si vamos a ponerlas, sí, soy transexual. Pero al final, soy simplemente yo y tú eres simplemente tú».
De Jagger en su video I'm Coming Out (cita traducida del inglés).

## Premios
| Año  | Premio                    | Categoría                       | Resultado |
| ---- | ------------------------- | ------------------------------- | --------- |
| 2017 | 9th Annual Shorty Awards  | Youtube Guru                    | Ganadora  |
| 2017 | Teen Choice Awards        | Choice Web Star: Fashion/Beauty | Ganadora  |
| 2018 | E! People's Choice Awards | The Beauty Influencer of 2018   | Nominada  |